# Регула, Марцель
Марцель Войцех Регула (пол. Marcel Wojciech Reguła; род. 26 октября 2006 года, Легница, Нижнесилезское воеводство, Польша) — польский футболист, полузащитник клуба «Заглембе» из Любина и юношеской сборной Польши.

## Клубная карьера
Уроженец Нижесилезского воеводства, в 2017 году присоединился к академии клуба «Заглембе» из Любина. Летом 2023 года был переведён в состав второй команды. Во Второй лиге дебютировал 6 августа в матче против краковского «Хутника», заменив на 79-й минуте Патрика Кушталя. Первый гол забил 30 марта 2024 года в ворота грудзёндзской «Олимпии». 15 сентября помог команде разгромить второй состав «ЛКС», оформив первый в карьере дубль.
26 июня 2024 года был включён в состав из 26 игроков на тренировочные сборы первой команды. 16 июля был зарегистрирован клубом на предстоящий сезон Экстраклассы. Дебютировал 27 октября в матче против мелецкой «Стали», заменив на 67-й минуте Вацлава Сейка. Первый гол забил 4 ноября в дерби Нижней Силезии, заменив в перерыве Адама Радваньского и завершив на 95-й добавленной минуте разгром «Шлёнска» точным ударом через себя в падении.

## Карьера в сборной
В составе юношеской сборной принял участие в чемпионате мира 2023. На турнире отыграл все три матча и отметился забитым мячом в ворота сборной Сенегала.